# Liste des monuments de Figuig
Ceci est une liste des monuments classés par le ministère de culture marocain aux alentours de Figuig. 

## Monuments et sites à Figuig
| Identifiant monument         | Site   | Monument            | Adresse | Date de classement | Décret | Coordonnées                        | Illustration               |                       |
| ---------------------------- | ------ | ------------------- | ------- | ------------------ | ------ | ---------------------------------- | -------------------------- | --------------------- |
| pc_architecture/sanae:220009 | Figuig | Ksar Hammam Fougani |         |                    |        | 32° 07′ 05″ nord, 1° 13′ 05″ ouest | Image manquante Téléverser | Télécharger une image |
| pc_architecture/sanae:220012 | Figuig | Ksar Lamaïz         |         |                    |        | 32° 06′ 57″ nord, 1° 13′ 46″ ouest | Ksar Lamaïz                | Télécharger une image |
| pc_architecture/sanae:220011 | Figuig | Ksar Ouled Slimane  |         |                    |        | 32° 06′ 50″ nord, 1° 13′ 49″ ouest | Image manquante Téléverser | Télécharger une image |
| pc_architecture/sanae:220014 | Figuig | Ksar Zenaga         |         |                    |        | 32° 05′ 57″ nord, 1° 14′ 10″ ouest | Ksar Zenaga                | Télécharger une image |